# Harold Eugene Edgerton
Harold Eugene "Doc" Edgerton (Fremont, 6 april 1903 - Cambridge, 4 januari 1990) was een Amerikaans uitvinder en professor elektrotechniek aan het Massachusetts Institute of Technology. Hij is vandaag de dag vooral bekend als de man die de stroboscoop van een vrijwel onbekend laboratoriuminstrument heeft veranderd in een alledaags voorwerp.

## Biografie

### Jonge jaren
Edgerton werd geboren als zoon van Mary Nettie Coe en Frank Eugene Edgerton. Zijn vader was advocaat, journalist en schrijver. Edgerton groeide op in Aurora, Nebraska.
In 1925 haalde hij zijn bachelor in elektrotechniek aan de Universiteit van Nebraska – Lincoln, waar hij lid was van de Acacia Fraternity. In 1927 haalde Edgerton een MSc in elektrotechniek aan het MIT.
Als onderdeel voor zijn Sc.D. elektrotechniek, deed Edgerton in 1931 onderzoek naar de synchrone bewegingen van motors. Hij gebruikte hiervoor een stroboscoop. Volgens hem kreeg hij van Charles Stark Draper het idee om een stroboscoop toe te passen op alledaagse voorwerpen, om zo bewegingen zichtbaar te maken.

### Carrière
In 1937 begon Edgerton samen te werken met fotograaf Gjon Mili, die stroboscopen gebruikte voor zijn foto’s. Zijn werk was regelmatig te zien in Life Magazine. Mili’s stroboscoop kon 120 keer per seconde flitsen. Edgerton was zelf een pionier op het gebied van strobo-fotografie. Zo gebruikte hij stroboscopen om foto’s te kunnen maken van bijvoorbeeld een knappende ballon of een kogel die door een appel heen vliegt. In 1934 kreeg hij een bronzen medaille van de Royal Photographic Society voor zijn werk. In 1941 kreeg hij een Howard N. Potts Medal, in 1969 een Albert A. Michelson Award, en in 1973 een National Medal of Science.
Edgerton was samen met Kenneth Germeshausen en Herbert Grier oprichter van EG&G. Dit bedrijf werd door de Atomic Energy Commission vaak ingezet om foto’s te maken van kernexplosies tijdens nucleaire testen. Voor dit doel ontwikkelde Edgerton de Rapatronische camera.
Edgertons werk was van groot belang bij de ontwikkeling van de side scan sonar-technologie. Hiervoor werkte Edgerton samen met Jacques Cousteau. Samen ontdekten ze onder andere het wrak van de Britannic. Tijdens zijn samenwerking met Cousteau kreeg Edgerton de bijnaam "Papa Flash", waaronder hij tegenwoordig nog steeds bekendstaat bij fotografen.
Edgertons stroboscopische foto’s en films, waarin dingen te zien waren die normaal te snel gebeurden om met het blote oog te zien, maakten hem wereldwijd beroemd. Veel van zijn foto’s werden tentoongesteld in musea. In 1940 won zijn korte film "Quicker'n a Wink" een Academy Award.
In 1948 werd Edgerton professor elektrotechniek aan het Massachusetts Institute of Technology (MIT). Hij stond onder studenten bekend om zijn gedrevenheid les te geven. Volgens Edgerton was het geheim van goed lesgeven studenten niet laten merken dat ze iets leren, tot het al te laat is.
Edgertons’ werk was in oktober 1987 te zien in National Geographic Magazine in een artikel genaamd "Doc Edgerton: the man who made time stand still."

### Familie
Edgerton was via zijn vader een directe afstammeling van Richard Edgerton, een van de stichters van Norwich.
Edgertons zus, Mary Ellen Edgerton, was getrouwd met L. Welch Pogue (1899 – 2003).
Na te zijn afgestudeerd aan de Universiteit van Nebraska, trouwde Edgerton in 1928 met Esther May Garrett. Zij had een bachelor in wiskunde, muziek en onderwijs. Tevens was ze een ervaren pianospeler. Samen kregen ze drie kinderen: William, Robert, en Mary Lou. Hun kleinkinderen zijn: Larry Eugene Edgerton, Lynette Woods, Janet Dixon, Bill Dixon, Mary Anne Dixon en Ellen Dixon.

### Dood
Edgerton stierf op 4 januari 1990 op 86-jarige leeftijd. Hij ligt begraven op het Mount Auburn Cemetery in Cambridge, Massachusetts.

## Werk
- Flash! Seeing the Unseen by Ultra High-Speed Photography (1939, with James R. Killian Jr.)
- Electronic Flash, Strobe (1970), Moments of Vision (1979, with Mr. Killian)
- Sonar Images (1986, with Mr. Killian)
- Stopping Time, a collection of his photographs, (1987, by Harry N. Abrams)